# Dekanat Dąbrowa Tarnowska
Dekanat Dąbrowa Tarnowska – dekanat w diecezji tarnowskiej.
Dziekanem dekanatu jest ks. prałat mgr Stanisław Cyran (proboszcz parafii Dąbrowa Tarnowska), a wicedziekanem ks. mgr Jan Panek (proboszcz parafii Olesno).

## Parafie
- Dąbrowa Tarnowska – Parafia Najświętszej Maryi Panny Szkaplerznej
- Dąbrówki Breńskie – Parafia Przemienienia Pańskiego
- Gruszów Wielki – Parafia św. Maksymiliana M. Kolbe
- Nieczajna Górna – Parafia Siedmiu Boleści Najświętszej Maryi Panny
- Odporyszów – Parafia Oczyszczenia Najświętszej Maryi Panny
- Olesno – Parafia św. Katarzyny
- Radgoszcz – Parafia św. Kazimierza
- Smęgorzów – Parafia św. Stanisława
- Szarwark – Parafia św. Andrzeja Boboli
- Zalipie – Parafia św. Józefa Oblubieńca Najświętszej Maryi Panny
- Żelazówka – Parafia św. Wincentego à Paulo